# 세아창원특수강
세아창원특수강은 특수강 전문회사로 1997년 설립된 포스코특수강을 2015년 3월 세아베스틸에서 인수하여 설립되었다. 창원시 신촌동 적현산업단지 공장은 스테인리스강, 공구강, 탄소합금강, 특수합금을 생산하고 있다. 창원공장은 연간 120만톤의 제강생산능력을 갖추고 스테인리스강, 공구강, 탄소합금강, 특수합금을 생산하고 있다.
자동차, 기계, 항공, 원자력, 조선, 전자 등 최첨단 산업소재를 생산하며 봉강, 강관제품과 함께 대형 단조기를 통해 조선기자재, 금형강 등의 단조품을 생산하는 국내 최고 수준의 특수강 전문 Maker이다. 창원공장은 ISO 9001 취득 및 국제 공인기관으로부터 품질을 인증받고, 주문에서 출하에 이르는 보증 체계를 구축하고 있다.
세아창원특수강은 2019년 6월 세계 최대 석유화학 기업 아람코(Aramco)부터 대구경 강관공장 벤더 인증을 획득하며 전 구경에 대한 벤더등록을 완료했다. 이는 아람코가 글로벌 오일 가스 시장에서 막대한 영향력을 지니고 있으며 로컬 정책 강화로 벤더 등록이 제한적인 상황임에도 까다로운 기준을 충족시킨 것으로 알려졌다. 한편, 세아창원특수강이 인증 받은 대구경 강관공장은 최신식 5,000톤 압출 프레스 및 제강부터 압출까지 일관 생산 체제를 구축하고 있다.

## 생산제품

### 스테인리스 선재
국내 유일의 스테인리스 선재 생산업체로, 제강-소형압연-열처리-산세에 이르는 일관 생산체제 구축. 고속 정밀 압연기를 통해 5~34mm 규격의 제품을 생산하고 있으며 오스트나이트계, 페라이트계, 마르텐사이트계를 비롯해 하이 레벨의 듀플렉스 제품 생산. 기계부품, 샤프트, 볼트, 너트, 자동차 부품, 가정용품, 건축물 등의 소재로 사용된다.

### 스테인리스 봉강
외경 5.7~880mm의 폭넓은 생산 규격과 형상을 확보 중이며, 쾌삭강부터 슈퍼 듀플렉스 강, 엔진 밸브용 내열강 등 다양한 강종 생산. 발전 터빈 부품, 자동차 기어류, 선박용 샤프트, 석유화학 장치부품 등 소재로 사용된다.

### 무계목 강관
2000톤 압출 프레스를 통해 대구경 강관제품을 생산하고 있으며 1/8~10인치의 제품 생산. 화력발전 보일러, 배관, 열교환기, 정밀 강관용 모관 등 소재로 사용된다.

### 공구강/금형강
냉간 및 열간 공구강, 정밀 플라스틱 금형강, 화염소입 공구강, 단조 롤 등의 제품을 생산. 프레스 금형, 자동차 범퍼용 금형, 압출 금형, 고급 가전제품 금형 등 소재로 사용된다.

### 탄소합금강
선재, 봉강, 각재, 평강을 생산하며 대표 강종으로는 S20C, S45C, SCM420, SCM440 등이 있다. 자동차 변속기와 엔진 부품, 산업기계 부품, 방위산업용 소재 등으로 사용된다.

## 연혁
2019.06
대구경강관, 아람코 벤더 인증
2017.03
대구경강관, 특수제강 공장 준공
2015.05
창원시와 1,000억원 투자 협약
2015.03
세아창원특수강으로 사명 변경
2015.03
세아그룹 편입
1997.02
회사설립